# Ma Baker
Ma Baker是波尼M合唱團于1977年發行的一首歌曲。该歌曲發行後在英国排名第二。不過在美国，这首歌仅排名第96位。這首歌的歌词與妈妈巴克的故事有關。 这首歌曾出现在电视剧《黑镜》第六季的最后一集中。 